# Fanny Parnell
Pour les articles homonymes, voir Parnell.
Fanny Parnell (4 septembre 1848 - 20 juillet 1882) est une poétesse irlandaise, connue pour ses convictions patriotiques.

## Biographie
Elle naît en 1848 à Avondale dans le comté de Limerick , dans une famille à l'époque de huit enfants (onze en final), d'un père anglo-irlandais, John Henry Parnell, et d'une mère américaine, Delia Tudor Stewart Parnell. Elle est la sœur de celui qui deviendra un des nationalistes irlandais les plus connus, Charles Stewart Parnell, de deux ans et demi son aîné. À la mort du père en 1859, la famille déménage à Dublin.
Elle commence à publier des poèmes dans le journal The Irish People sous le nom de plume d'Aléria. En 1865, elle s'installe à Paris avec sa mère pour rejoindre le frère de celle-ci. Fanny étudie l'art et écrit des poèmes. Elle et sa mère sont encore à Paris lorsque la Guerre franco-allemande de 1870 éclate. Elles soignent les blessés du siège de Paris.
En 1874, le frère de sa mère meurt. Fanny Parnell et sa mère quittent Paris pour retourner dans la propriété familiale à Bordentown, dans le New Jersey aux États-Unis, où la carrière politique et de pamphlétaire de Fanny Parnell commence. En 1880, elle participe à la fondation du Ladies' Land League (Ligue agraire des femmes), association qui a pour but de collecter des fonds de soutien au Irish National Land League en Irlande. Deux de ses œuvres les plus largement publiées sont The Hovels of Ireland [Les taudis d'Irlande], un pamphlet publié en 1880, et Land League Songs, un recueil de poèmes publié en 1882. Son poème le plus notoire est Hold the Harvest, que Michael Davitt a qualifié de « Marseillaise du paysan irlandais ».
Fanny meurt en 1882, à l'âge de 33 ans, d'une crise cardiaque dans le manoir familial de Bordentown, dans le New Jersey. Elle est enterrée dans la concession de la famille Tudor au cimetière du Mont Auburn à Cambridge, dans le Massachusetts,.

## Œuvres
- The Hovels of Ireland (1880)
- Land League Songs (1882)